# 鎮海海軍基地
35°08′53″N 128°38′02″E / 35.148091°N 128.633766°E
鎮海海軍基地（：／）是一處位於韓國慶尚南道昌原市鎮海區的軍港，佔地約34公頃（0.34平方公里），是韓國最早開闢、規模最大、設施最完善的現代化軍港，也是韓國海軍的誕生地。同時亦為美國海軍航空母艦、核能潛艇在韓國的主要停靠基地。兩者的營區彼此相鄰。

## 派駐單位
- 大韓民國海軍
  - 艦隊司令部（함대사령부；）
  - 鎮海海軍基地司令部（진해 해군기지 사령부）
  - 海軍士官學校（朝鲜语：대한민국 해군사관학교）
  - 第5混成戰團（제5성분전단）
- 美國海軍
  - 鎮海艦隊支援部隊（英语：Commander Fleet Activities Chinhae）

## 觀光
1963年起，鎮海海軍基地於每年春季均會舉辦镇海军港节，以配合鎮海當地著名的櫻花節，此時是鎮海基地和海軍官校一年中唯一向公眾開放的時間。

## 外部連結
- （英文） Chinhae (Jinhae) Naval Base （页面存档备份，存于）